# Krusenkoppel
Die Krusenkoppel ist ein Park in Kiel-Düsternbrook in Schleswig-Holstein. Sie ist im öffentlichen Nahverkehr über die Bushaltestelle Institut für Weltwirtschaft erreichbar. Sie steht auf der Liste der Landschaftsschutzgebiete in der Stadt Kiel.

## Geschichte
Die Krusenkoppel, zwischen Niemannsweg, Karolinenweg und Düsternbrooker Weg, südlich des Düsternbrooker Gehölzes gelegen, gehörte ab 1856 dem Landwirt Heinrich Wilhelm Kruse (28. Oktober 1810 bis 10. Dezember 1896).
An der Ecke Düsternbrooker Weg 81 und Karolinenweg 2 stand ab 1824 bis zum Zweiten Weltkrieg ein mehrgeschossiges Gebäude, das mehrere Jahre als Hotel Düsternbrook betrieben wurde. Hier lebte auch Kruse als Rentner.
Kruse vermachte das Grundstück und das Gebäude 1883 testamentarisch der Stadt Kiel mit der Auflage, dass es „während eines Zeitraums von 100 Jahren nicht parzelliert, sondern als ungetrenntes Ganzes erhalten bleiben und weder ganz noch teilweise veräußert werden soll.“ Kruse erhielt auf dem Südfriedhof ein Ehrengrab.
1900 wandelte die Stadt Kiel die bis dahin landwirtschaftlich genutzte Fläche in einen Park im Stil eines englischen Landschaftsgartens um und die Bevölkerung erhielt freien Zugang. Im Plattdeutschen hieß sie bald nur noch „Kruse sien Koppel“, bzw. Krusekoppel, wovon sich der heutige Name Krusenkoppel ableitet.

## Freilichttheater

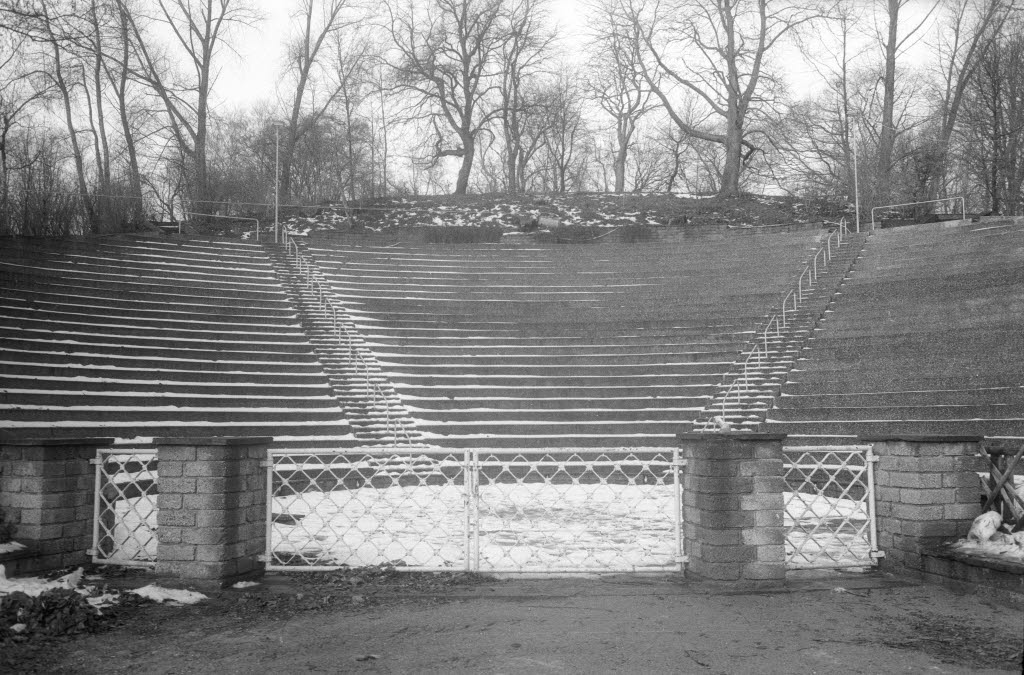
Freilichttheater 1981

Im Juni 1950 wurde das Freilichtkino eröffnet. Es hatte einige Pächter und wurde mehrfach saniert, zuletzt 1993. Es ist die zweitgrößte Freilichtbühne Schleswig-Holsteins mit über 2000 Sitzplätzen.

## Kieler Woche
Während der Kieler Woche findet außer dem Konzert-Festival „gewaltig leise“ auf der Krusenkoppel seit 1997 die „Spiellinie“ statt, Europas größtes Kinder-Kulturangebot unter freiem Himmel.

## Historisches Freilichtmuseum

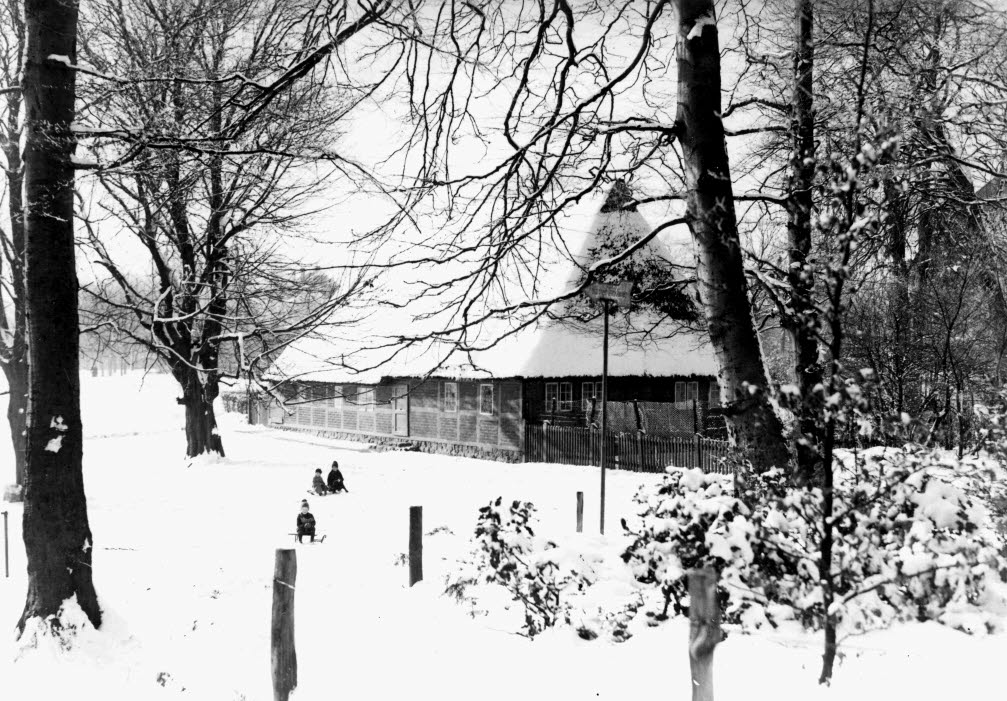
Bauernhaus auf der Krusenkoppel im Winter 1938

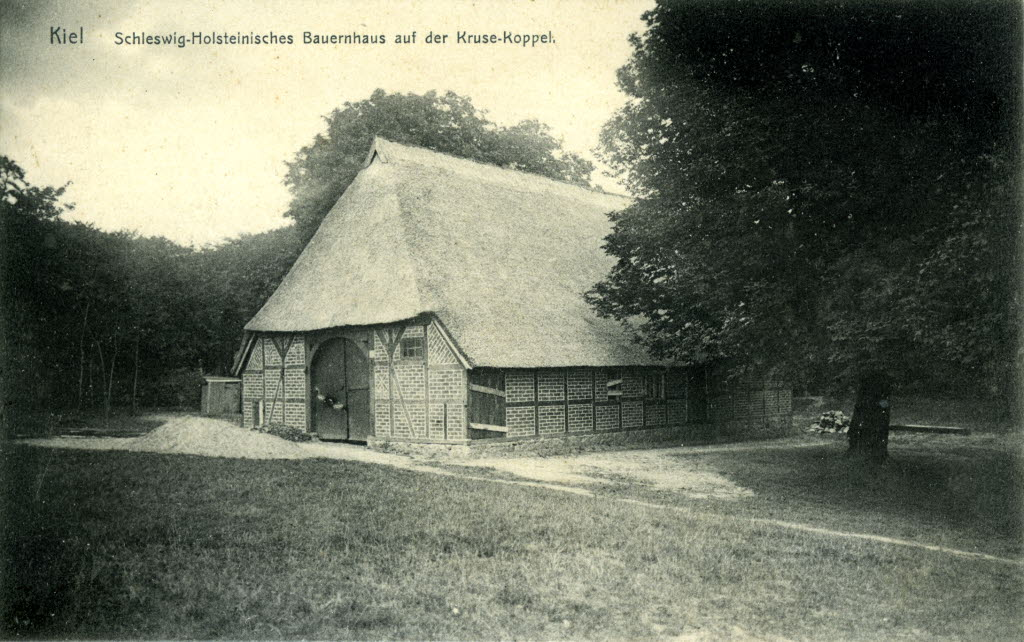
Bauernhaus auf der Krusenkoppel im Sommer 1910

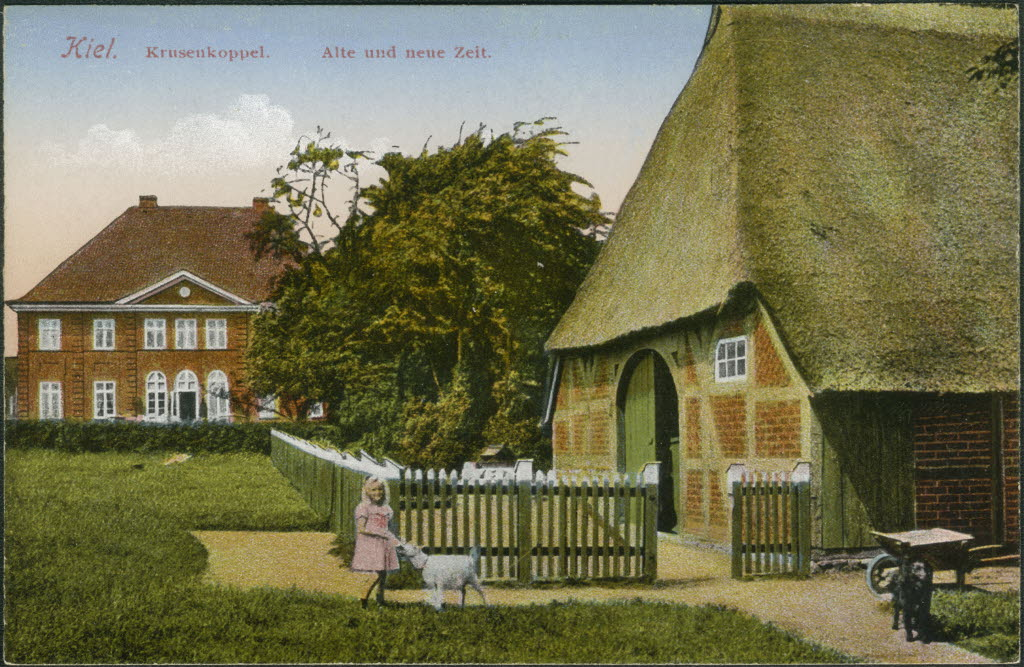
Bauernhaus auf der Krusenkoppel 1910, im Hintergrund das Hotel Kieler Kaufmann

Von 1904 bis zum Zweiten Weltkrieg stand am oberen, nordwestlichen Ende der Krusenkoppel die Hardersche Räucherkate, ein Fachhallenhaus mit Schwibbogenherd, als Freilichtmuseum. Dieses Gebäude stand vorher als vorletztes Wiker Bauernhaus an der Ecke Holtenauer Straße und Schulredder. Es fiel 1943 einem der Luftangriffe auf Kiel zum Opfer.

## 12 Apostel
An der Einfahrt zur Freilichtbühne steht ein Kreis aus 12 Sommerlinden, 8 davon um 1824 gepflanzt, die anderen 4 Neupflanzungen der letzten Jahre. Sie werden Die 12 Apostel genannt. Neben drei anderen Bäumen der Krusenkoppel stehen sie auf der Liste der Naturdenkmale in der Stadt Kiel.